# 롬 체크 페일
《롬 체크 페일》(영어: ROM CHECK FAIL)은 파브스에서 만든 비디오 게임이다.

## 개요
롬 체크 페일은 주로 오락실 기계에서 오류가 날 경우 화상이 깨져 나오는 현상을 게임의 핵심으로 삼았으며, 이를 게임 속에서 진행 도중 잠깐의 소음과 함께 화면이 깨지면 플레이어 캐릭터와 적 캐릭터 그리고 배경이 임의적으로 바뀌어 바뀌는 요소마다 색다른 조작이 필요하다.

## 캐릭터
플레이어 캐릭터와 적 캐릭터는 게임 도중 특정 시간마다 각자 임의로 다른 캐릭터로 바뀐다.

### 플레이어 캐릭터
- 스페이스 인베이더
- 마리오 (슈퍼 마리오 브라더스)
- 링크 (젤다의 전설)
- 팩맨
- 스파이 헌터
- 디펜더
- 아스테로이드

### 적 캐릭터
- 크리보 (슈퍼 마리오 브라더스)
- 인베이더 (스페이스 인베이더)
- 건틀릿 유령
- 슈퍼 팡 풍선 (슈퍼 팡)
- 퀵스 색깔줄 (퀵스)
- 알카노이드 조각